# Radoskór
Radoskór, właśc. Radosław Mieczysław Kobus (ur. 14 maja 1975 roku w Kielcach, zm. 18 maja 2021 roku) – polski raper, autor tekstów i producent muzyczny znany z działalności w grupach Wzgórze Ya-Pa 3 i V.E.T.O..

## Działalność artystyczna
W 1993 roku Radoskór z Wojtasem oraz Fazim udali się do Liroya, który cieszył się wówczas pewną rozpoznawalnością w podziemiu artystycznym. W efekcie uformowany został zespół Wzgórze Ya-Pa 3, który podjął współpracę z raperem. Wkrótce potem ze składu został usunięty Fazi, którego zastąpił Zajka, wówczas b-boy w zespole Broken Glass. Chłopaki nagrali z Liroyem ogólnopolski przebój „Scyzoryk”. W latach 1993–1995 Wzgórze Ya-Pa 3 promowało się poprzez koncertowanie z Liroyem i nagrywało materiał na pierwszą płytę. Wówczas Liroy i chłopaki ze Wzgórza Ya-Pa 3 zostali poróżnieni na tle finansowym, a konflikt między nimi trwał aż do roku 2004/2005. W roku 1995 nakładem SP Records wyszła pierwsza płyta zespołu Wzgórze Ya-Pa 3, o tym samym tytule. Była to pierwsza płyta z żywym scratchingiem, w wykonaniu DJ-a Feel-X-a.
Po wydaniu płyty i odegraniu zaledwie kilku koncertów, Radoskór z nieznanych do tej pory przyczyn odszedł z zespołu, na rzecz założonego przez siebie zespołu Puzzle. Z Puzzle Radoskór nie wydał oficjalnie żadnego kawałka. W 1997 Radoskór, wraz z PSF-em (dotychczasowym b-boyem) założył zespół V.E.T.O. Wraz ze Wzgórzem Ya-Pa 3, stworzyli po przyjacielsku Agro Skład. V.E.T.O. zadebiutowało w roku 1997 utworami „Styl południowo-wschodni” (nagranym wspólnie ze Wzgórzem Ya-Pa 3) oraz „Veto”, umieszczonymi na składance „Hiphopla”, wydanej przez SP Records.
Później Radoskór pojawił się w kawałku „Wspólna scena”, nagranym w ramach projektu 10 osób, w którym udział wzięli najpopularniejsi wtedy raperzy i ekipy, takie jak: Wzgórze Ya-Pa 3, czy Born Juices. 1998 rok był dla V.E.T.O. rokiem przełomowym. Gościnnie wystąpili w kilku kawałkach na płycie „Trzy” Wzgórza Ya-Pa 3 oraz na „jasnej stronie” „Produkcji hip-hop” DJ 600V z kawałkiem „Nie trzaskaj furtką”. Także w 1998 roku Radoskór, wraz z innymi wykonawcami polskiego hip-hopu, takimi jak Bolec, Nagły Atak Spawacza czy Kaliber 44, zagrał w filmie pt. Poniedziałek Witolda Adamka, gdzie wcielił się w postać Artura.
Wtedy też właściciel wytwórni R.R.X., Krzysztof Kozak ps. „Kozanostra”, dał im pieniądze, które miały być przeznaczone na wynajęcie studia w celu nagrania płyty. Całe pieniądze zostały jednak przeznaczone na alkohol oraz na miękkie narkotyki. Jednak w końcu płyta została zrealizowana w prowizorycznym studiu. Debiutancka płyta zespołu pt. „Vetomania” ukazała się w marcu 1999 roku nakładem wytwórni R.R.X. W 2000 roku zespół zaczął nagrywać kolejną płytę. Ukazała się ona na początku 2001 roku i nosiła tytuł „Drugie życie tchnienie”. Po jej wydaniu członkowie V.E.T.O. wzięli się za solowe projekty. W czerwcu 2004 roku zespół nagrał trzecią płytę – „Do 3 razy sztuka”.
Przez cały okres tworzenia z V E.T.O, Radoskór regularnie udzielał się na projektach Wzgórza Ya-Pa 3 oraz innych muzyków, z którymi nawiązał bliższe kontakty, takimi jak Pih czy Franek. Twórczość Radoskóra naznaczona była jednak alkoholem, narkotykami i pogłębiającymi się problemami finansowymi (przykładem tego, może być kawałek „2003” Pih-a, gdzie wspomina o przekrętach finansowych Radoskóra). W 2004 Radoskór rozpoczął prace nad solowym projektem (został do niego nawet nakręcony promocyjny teledysk), który jednak nigdy nie został dokończony.
Zmarł w 2021 roku, w wieku 46 lat. Urna z prochami artysty została złożona 1 lipca 2021 roku na cmentarzu komunalnym w Cedzynie.

## Dyskografia
| Album                                                            | Rok  | Uwagi                                                                              | Źródło                |
| ---------------------------------------------------------------- | ---- | ---------------------------------------------------------------------------------- | --------------------- |
| Wzgórze Ya-Pa 3 – Wzgórze Ya-Pa 3                                | 1995 | członek zespołu                                                                    | [ 5 ]                 |
| Wspólna scena (kompilacja)                                       | 1997 | rap w utworze „Wspólna scena”                                                      | [ 6 ]                 |
| Wzgórze Ya-Pa 3 – Centrum                                        | 1997 | gościnnie rap w utworze „Język polski” (gościnnie: Kaliber 44, Jajonasz, Radoskór) | [ 7 ]                 |
| Wzgórze Ya-Pa 3 – Trzy                                           | 1998 | gościnnie rap w utworach „Temat” i „Haluny”                                        | [ 8 ]                 |
| Osiedle Pełne Rymów Czyli Hip Hop Jak Okiem Sięgnąć (kompilacja) | 1998 | rap w utworze „Wspólna scena (Remix DJ 600V)”                                      | [ 6 ]                 |
| Wzgórze Ya-Pa 3 – Ja mam to co ty                                | 1998 | gościnnie rap w utworze „Temat (Top 444 Remix)” (gościnnie: Radoskór)              | [ 9 ]                 |
| Poniedziałek (ścieżka dźwiękowa)                                 | 1999 | rap w utworze „Poniedziałek mnie nie lubi”                                         | [ potrzebny przypis ] |
| Styl reprezentacji pierwszej ligi (kompilacja)                   | 2000 | rap w utworze „Ciebie szkło kręci”                                                 | [ 10 ]                |
| DJ 600V – Wkurwione bity                                         | 2001 | gościnnie rap w utworze „Huj mnie polityka”                                        | [ 11 ]                |
| DJ 600V - V6                                                     | 2001 | gościnnie rap w utworze „Ślad kończy się tu i zaczyna”                             | [ 12 ]                |
| Borixon – WYP3 kolejna część                                     | 2001 | gościnnie rap w utworach „Co za balet” i „Blink złoty drink”                       | [ 13 ]                |
| Pęku – Nowe wyzwanie                                             | 2001 | gościnnie rap w utworze „No to nara...”                                            | [ 14 ]                |
| GRZ - Samuraj                                                    | 2002 | gościnnie rap w utworze „Ach co za szkoda”                                         | [ 15 ]                |
| Przedstawienie (kompilacja)                                      | 2003 | rap w utworach „Tron”, „Obcy” i „Ło-o”                                             | [ 16 ]                |
| Liroy – L Niño vol. 1                                            | 2006 | gościnnie rap w utworze „Ta noc jest za krótka na sen”                             | [ 17 ]                |

## Filmografia
| Tytuł          | Rok  | Uwagi                                    | Źródło |
| -------------- | ---- | ---------------------------------------- | ------ |
| „Poniedziałek” | 1998 | film fabularny, reżyseria: Witold Adamek | [ 18 ] |